# Äyrämöiset

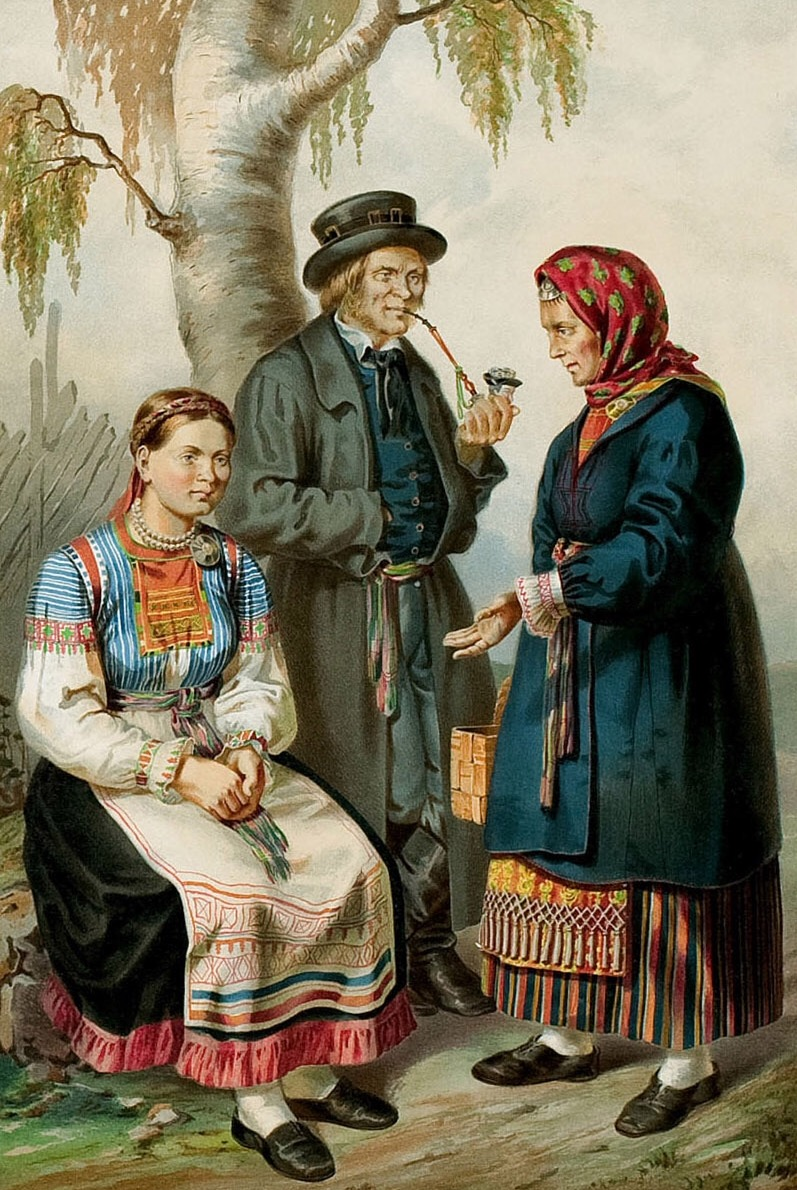
Äyrämöiset och savokat-finnar, 1862.

Äyrämöiset (ryska: Эвремейсы) var ett finskspråkigt folk vid Karelska näset i Leningrad oblast, som enligt traditionen var besläktade med finnar, ingrer och kareler.
Äyrämöiset bosatte sig i västra Karelen på 1600-talet och var luteraner. Äyrämöiset hade ett eget språk och egna seder. Trots den språkliga gemenskapen var äyrämöiset åtskilt från det östersjöfinska folket savakot genom olika folkdräkter; dessutom förekom sällan att personer gifte sig utom sin grupp.